# والتر باغوت
والتر باغوت (بالإنجليزية: Walter Bagehot)‏ (3 فبراير 1826 - 24 مارس 1877) هو صحفي ورجل أعمال وكاتب مقالات بريطاني، كتب بإسهاب عن الحكومة والاقتصاد والأدب والعرق.

## حياته
وُلد باغوت في لانغبورت في مقاطعة سومرست بإنجلترا، في 3 شباط 1826. عمل والده، توماس واتسون باغوت، مديرًا إداريًا ونائبًا لرئيس مصرف ستوكي. التحق بكلية لندن الجامعية، حيث درس الرياضيات، وفي عام 1848 حصل على درجة الماجستير في الفلسفة الأخلاقية. دعت جمعية معالي لنكولن باغوت للالتحاق بنقابة المحامين، ولكنه فضل الانضمام إلى والده في عام 1852 في مجال الشحن والخدمات المصرفية لعائلته.
في عام 1858، تزوج باغون بإليزابيث (إليزا) ويلسون (1832-1921)، وهي ابنة جيمس ويلسون مؤسس ومالك مجلة ذي إيكونوميست، حظي الزوجان بحياة زوجية سعيدة حتى وفاة باغوت المفاجئة في سن 51، ولم ينجبا أطفالًا. نُشرت مجموعة من رسائل الحب التي تبادلاها في عام 1933.

### الصحافة
في عام 1855، أسس باغوت مجلة ذا ناشونال ريفيو مع صديقه ريتشارد هولت هاتون.. في عام 1861، أصبح رئيس تحرير مجلة ذي إيكونوميست. في السنوات السبع عشرة التي قضاها باغوت في منصب رئيس التحرير، عمل على توسيع نطاق تقارير ذي إيكونوميست في المواضيع السياسية وزيادة نفوذها بين صناع القرارات السياسية.

### الأعمال
في عام 1867، ألّف باغوت كتاب الدستور الإنجليزي، والذي يستكشف طبيعة دستور المملكة المتحدة، وبالأخص برلمانها ونظام الملكية فيها. في الوقت ذاته، سنّ البرلمان قانون الإصلاح لعام 1867، ما استدعى باغوت لكتابة مقدمة موسعة للطبعة الثانية من كتابة الصادر في عام 1872.
ألّف باغوت أيضًا كتاب الفيزياء والسياسة في عام 1872، والذي درس فيه كيفية محافظة الحضارات على نفسها، بحجة معارضة هذه الحضارات في مراحلها الأولى قيم الليبرالية الحديثة بشدة، ما دامت مدعومة بالتوافقية والنجاح العسكري، ولكن بمجرد تأمينها، يصبح من الممكن أن تنضج هذه النظم لتكون أكثر تنوعًا وحرية. استندت وجهة نظره على التمييز بين سمات «الرجل المُنجِز» و «الرجل الفظ»، والتي اعتبرها حصيلة الميراث التكراري الذي أصبح «التنظيم العصبي» للفرد بموجبه أكثر دقة على مر الأجيال. اعتبر هذا التمييز إنجازًا أخلاقيًا تمكن أهل النخبة من خلاله تمييز أنفسهم أخلاقيًا عن «الرجال الفظين» بواسطة «التنقيب الوراثي». طبق مثل هذا المنطق على نحو مماثل لتطوير شكل من أشكال العنصرية الزائفة، حيث يفتقر أولئك الذين ينتمون إلى العرق المختلط إلى أي «عقيدة موروثة» أو «مشاعر تقليدية ثابتة» والتي تكون الطبيعة البشرية مرهونة بها، في نظره. حاول تقديم دعم تجريبي لوجهات نظره عن طريق الاستشهاد بجون لوبوك وإدوارد تايلور، على الرغم من عدم قبول أي منهما مثل هذه الحجج بشأن الاختلاف الوراثي في كتاباته حول التطور البشري. رفض تايلور خصوصًا وجهة نظر باغوت المتعلقة بمحورية الوراثة الفيزيائية، وأن العقل «الهمجي» الحديث «وُشِم بصور وحشية»، حيث حُفِظت الغرائز الأساسية في رذائل، على النقيض من الرجل الأوروبي المنجِز، الذين بُدِّدت غرائزه من خلال إرادة موروثة لممارسة العقل.

## وصلات خارجية
- والتر باغوت على موقع الموسوعة البريطانية (الإنجليزية)
- والتر باغوت على موقع إن إن دي بي (الإنجليزية)

- مؤلفات والتر باغوت في مشروع غوتنبرغ
- أعمال أو نبذة عن والتر باغوت على أرشيف الإنترنت
- أعمال والتر باغوت في ليبري فوكس